# Находка (фактория)
Фактория Находка — селение, существовавшее на берегу бухты Находка в Приморской области, административный центр Сибирского удельного ведомства (1867—1873). Часть фактории занимал военный пост в гавани Находка, обеспечивавший безопасность фактории.

## История
Факториями в XIX веке назывались торговые селения Российско-американской компании в Северной Америке, на Курилах, существовали Охотская фактория, Аянская фактория, три фактории в Приамурье. Место для строительства фактории в гавани Находка было выбрано военным губернатором Приморской области И. В. Фуругельмом, прежде служившим главным правителем РАК (главноуправляющим факториями РАК).
Основана 13 ноября 1867 года как резиденция управляющего Сибирским удельным ведомством вблизи учреждённого в 1864 году военного поста напротив мыса Астафьева. 30 апреля 1868 года на пароходе «Находка» из финляндского города Або доставлена первая группа колонистов в составе 57 человек. Вторая группа переселенцев прибыла на бриге «Император Александр II» в августе 1869 года, и тогда же покинула факторию, перебравшись в залив Стрелок.
Указом 11 марта 1868 года о «Правилах об управлении землями, отведёнными удельному ведомству в Приморской области Восточной Сибири» переселенцам предоставлялись земельный участок на праве собственности, беспроцентный кредит сроком на 7 лет, освобождение от налогов и воинской повинности на 24 года. 

### Строительство фактории
Как сообщалось в «История уделов…» (1902), «Для начала предполагалось устроить маленький удельный посёлок или факторию на берегу бухты Находка, где в то время помещался для охраны небольшой военный пост…». Одновременно удельный землемер должен был начать поиск для переселенцев земель, годных для хлебопашества. После приезда Г. В. Фуругельма было построено несколько временных жилых помещений. Затем управляющий приступил к заготовке материалов для будущих построек, кирпич выписывали из китайских портов. «Новая фактория находилась в местности, ранее почти необитаемой». Из-за отсутствия дорог доступ в факторию был возможен только морем. Первоначально предполагалось, что в факторию будут регулярно заходить суда сибирской военной флотилии, однако морское ведомство не признало это возможным. «Тогда Департамент Уделов решил завести для фактории собственное судно».
Численность военного поста была увеличена до 30 человек. Для организации торгового мореплавания во Владивосток и иностранные порты за удельным ведомством был закреплён пароход «Находка». Связь с Владимировкой и Александровкой осуществлялась по речному пути. Почтовое сообщение с Владивостоком осуществлялось морским путём, зимой «Находка» вставала на ремонт и солдаты военного поста доставляли почту во Владивосток и в обратном направлении пешком. План застройки фактории был составлен землемером Иваном Шишкиным в июне 1869 года. В 1870 году в Находке действовало 15 магазинов, баня, пристань, склады, кузница, мельница, лесопильный завод. В фактории работали врач и фельдшер, служил православный священник.
В апреле 1870 года пароход «Находка» затонул, разбившись о подводный камень, не обозначенный на карте. Морское сообщение фактории было восстановлено зафрахтованной шхуной «Каролина», принадлежавшей китобою Линдгольму. Однако осенью того же года «Каролина» затонула в бухте Находка. В отсутствие сухопутных сообщений, фактория оказалась отрезанной от внешнего мира. 6 апреля 1871 года в Находке от полученной травмы умер управляющий Гаральд Фуругельм. 
24 июля 1871 года в бухту Находка из Владивостока на шхуне «Восток» прибыл архимандрит Палладий, который записал: «…Фактория расположена на самом берегу бухты; большое болото, прорезанное каналами для просушивания его, отделяет механические заведения от жилых зданий (домов десять); посреди болота протекает ручей пресной воды… над недостроенным зданием закопошились китайские рабочие, доставленные из Чифу; любо было смотреть на опрятность зданий, на порядок, во всём господствующий здесь; на возвышенном месте красовался дом управляющего факторией с флагом удельного ведомства. Обитатели этого приюта преимущественно финляндцы. Колония увеличилась с тех пор, как китобойное предприятие расстроилось, и финские китоловы разбрелись кто куда мог…»
Удельные земли было решено передать под управление Приморской области. В течение 1871—1872 гг. под руководством секретаря Николая Крюкова проводилась опись имущества удельного ведомства. 25 мая 1873 года имущество было передано и чиновники отбыли в Петербург. Гражданское население фактории перебралось во Владивосток и на реку Амба.

### После ликвидации удельного ведомства
16 (28) августа 1873 года в бухту Находка вошёл корвет «Витязь». По сообщению его командира: «эта прекрасная, спокойная бухта с красивыми берегами, была покинута как русскими, так и манзами».
В 1891 году в двух номерах журнала «Нива» был опубликован рассказ «Полсуток на дереве. Рассказ из жизни на далёком Востоке» о морской поездке в бывшую факторию: «Зачем идём в Находку? — Проверять бывшие склады Удельного ведомства… Говорят — половину расхитили. А ведь имущества всякого было там больше чем на миллион рублей… Вот вы увидите завтра, во что обратилась Находка, еще недавно лелеявшая мечты местных деятелей, создававших в своих кабинетах фантастические проекты колонизации только-что приобретённого края… Грустные развалины недавнего величия!… Углубившись в залив, транспорт свернул влево и вошёл, едва заметным проходом, в пресловутую бухту Находка… На небольшой прогалине виднелись полуразрушенные здания, вытянувшиеся в одну линию, перпендикулярную к берегу. На первом плане, у самого прибрежья, красовались два громадных железных магазина американской системы… Ряд деревянных домов, совершенно запущенных, с вышибленными рамами, сорванными с петель дверями.»
Статистические данные 1912 года на основании материала переписи (1897) упоминают китайское поселение: У бухты «Находка», уроч. (быв. Уд. вед.), в котором проживало 17 мужчин-китайцев.